# Halgerda malesso
Espèce
Halgerda malesso est une espèce de nudibranches du genre Halgerda et de la famille des Discodorididae.

## Répartition géographique
Cette espèce se rencontre dans les Îles Mariannes et notamment sur l'île de Guam et sur l'île de Sarigan,. Elle a également été observée dans les Îles Marshall sur l'Île Boken de l'atoll d'Eniwetak. Sa localisation dans les Philippines et en Indonésie est erronée et due à une confusion avec Halgerda batangas.

## Habitat
Halgerda malesso se rencontre à une profondeur moyenne de 9 m et peut se rencontrer de jusqu'à 18 met 30 m de profondeur.

## Description
Halgerda malesso mesure de l'ordre de 50 mm et peut mesurer jusqu'à 69 mm.

### Morphologie externe
Le corps est ovale avec le bord du manteau, large, mince et légèrement ondulé. La texture corporelle est gélatineuse, lisse et ferme. Le dos présente trois crêtes longitudinales irrégulières distinctes avec des tubercules élevés et de nombreuses dépressions. La crête médiane, avec les tubercules les plus hauts, s'étend de devant les rhinophores et presque jusqu'aux branchies. Cette crête arbore quatre tubercules principaux, un antérieur au niveau des rhinophores et trois entre les rhinophores et les branchies. Les crêtes latérales s'étendent de derrière les rhinophores jusqu'aux côtés des branchies. Quelques tubercules sont dispersés à l'extérieur des crêtes latérales. Le pied mesure environ un tiers de la largeur du corps. L'extrémité antérieure est rainurée avec la lame supérieure fendue. La queue arrondie est parfois visible lorsque l'animal rampe. Les tentacules oraux apparaissent courts et arrondis lorsque l'animal est au repos et digitiformes lorsqu'il rampe. Les rhinophores sont longs et effilés avec le club orienté vers l'arrière. Le club et la base sont à peu près de longueur égale. La branchie a quatre bouquets branchiaux fortement pennés. Les gaines branchiales et rhinophorales sont basses et lisses. L'anus est long et mince.

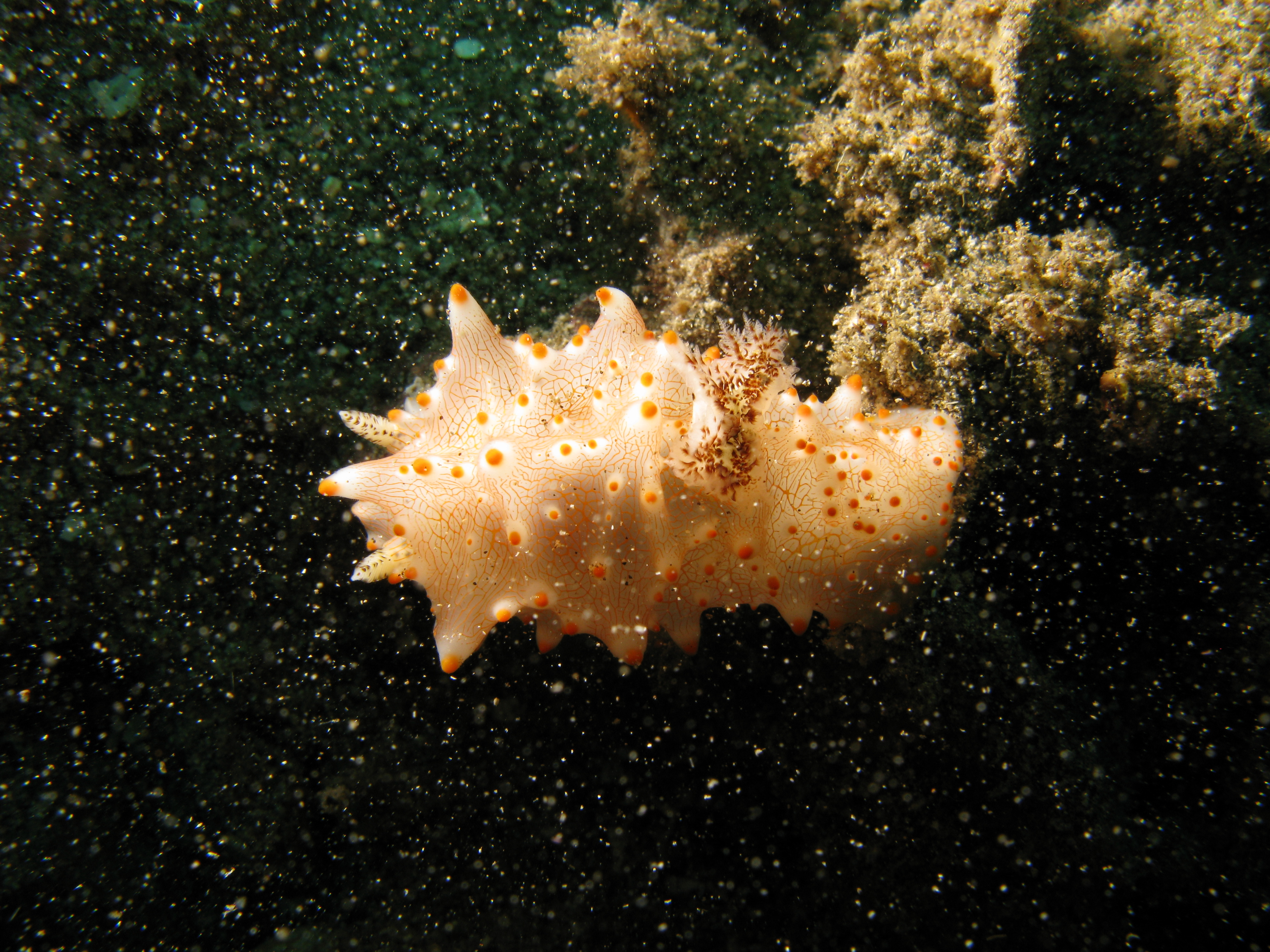
Halgerda malesso.

Le corps est d'un blanc translucide avec de nombreux réseaux irréguliers de lignes orange s'étendant sur la majeure partie de la surface dorsale. Ces réseaux sont plus prédominants dans les dépressions adjacentes à la dorsale médiane où ils peuvent fusionner créant des taches orange pâle. Ils peuvent ou non se rejoindre entre les dépressions. La marge du manteau est d'un blanc translucide avec deux fines lignes orange sub-marginales. Ces lignes s'attachent souvent aux lignes de la partie supérieure du dos. L'apex des tubercules est orange. Les lignes orange sur le corps ne s'étendent pas jusqu'aux extrémités des tubercules, laissant ainsi une zone non pigmentée entourant les extrémités orange. Les rhinophores sont d'un blanc translucide avec des taches brunes, des lamelles brunes et des pointes blanches. Les branchies sont blanc translucide avec des taches brunes et des pinnules brunes à pointe blanche. L'anus est brun clair avec des taches brunes plus foncées et une pointe blanche. Le pied est blanc et bordé d'orange. Les tentacules oraux présentent une pointe orange. Les lignes orange du bord du dos peuvent être vues de dessous.

### Morphologie interne
L'anatomie interne d' Halgerda malesso ressemble à celle d' Halgerda guahan et présente un sac viscéral transparent avec des taches brunes clairsemées.
La formule radulaire des spécimens récoltés varie de 67 x 61-0-61 à 51 x 71-0-71. Toutes les dents, sauf les trois latérales externes, sont simplement hamatées avec une bride sur le bord intérieur. La demi-rangée présente de très petites dents internes augmentant progressivement en taille vers le centre et décroissant latéralement vers l'extérieur. La dent la plus interne est plus grande que la plus externe latérale. Les trois dents latérales externes sont des plaques aplaties avec des irrégularités au sommet des deux extérieures. La plus intérieure est lisse et la pénultième est denticulée avec un grand denticule en forme de pouce sur le bord intérieur et quatre à cinq denticules le long de l'apex. La plus extérieure est bifide.
L'arrangement générale du système génital est le même que celui décrit pour Halgerda guahan mais il diffère dans le détail. Le conduit hermaphrodite se connecte à l'ampoule postérieurement à la masse génitale. La large ampoule est un tube alambiqué quelque peu aplati positionné à l'arrière de la prostate et du complexe glandulaire muqueux et albumineux. Il se rétrécit et pénètre dans la masse génitale au niveau du complexe glandulaire où il rejoint la glande de la prostate. La glande prostatique blanchâtre se replie sous la bourse copulatrice. Deux conduits courent à côté de la zone où le canal ampullaire pénètre dans la masse génitale. Le premier, le canal utérin, fait une boucle et se prolonge vers l'avant où il pénètre dans la bourse copulatrice et la prostate. Le second conduit, long et mince, forme une boucle et s'étend jusqu'au réceptacle séminal qu'il rejoint postérieurement. Le réceptacle séminal est intégré dans la glande prostatique entre la bourse copulatrice et le complexe de la glande féminine et est partiellement recouvert par le canal vaginal. Il est petit et ovoïde avec une section distale étroite. La masse vaginale est adjacente à l'entrée du canal utérin dans la bourse copulatrice. Le vagin présente une épaisse couche glandulaire près de son ouverture. Le canal déférent est sinueux et rejoint la prostate où il couvre la bourse copulatrice et s'étend jusqu'au grand sac pénien, qui s'ouvre sur un vestibule avec le vagin. Le pénis et le vagin ne sont pas musculairement connectés. Une large extension de la glande femelle mène à l'ouverture génitale où elle se termine dans l'oviducte. L'ouverture commune, à travers la paroi du corps, du vagin, du pénis et de l'oviducte est bordée de plis longitudinaux tachetés de noir.

## Publication originale
- Carlson, C. H., Hoff, P. J. 1993. Three new Halgerda species (Doridoidea: Nudibranchia: Opisthobranchia) from Guam. The Veliger, 36(1): 16-26.

## Étymologie
L’épithète spécifique malesso a été choisi en référence au nom Chamorro du village du sud de l'Île de Guam où la plupart des spécimens ayant servi à la description originale ont été trouvés.

## Espèces similaires
Halgerda malesso est similaire à Halgerda aurantiomaculata (Allan, 1932) et à Halgerda terramtuentis Bertsch & Johnson, 1982, deux espèces blanches, marquées d'orange et tuberculées. Extérieurement, Halgerda malesso ne présente pas la marge du manteau colorée et la couleur sur les crêtes entre les tubercules de ces deux espèces. Halgerda malesso diffère également de Halgerda terramtuentis avec des tubercules coiffés d'orange plutôt que de blanc. Les trois espèces ont un grand sac pénien et une structure glandulaire sur le canal vaginal.